# Kierownictwo Administracji Pieniężnej Ministerstwa Spraw Wojskowych
Kierownictwo Administracji Pieniężnej Ministerstwa Spraw Wojskowych (K.A.P. M.S.Wojsk.) - organ asygnujący administracji wojskowej II RP.
Kierownictwo Administracji Pieniężnej Ministerstwa Spraw Wojskowych powołane zostało do zaopatrywania w środki finansowe jednostek administracyjnych, na których zaopatrzeniu pozostawały naczelne władze wojskowe: Generalny Inspektorat Sił Zbrojnych i Ministerstwo Spraw Wojskowych oraz niektóre instytucje bezpośrednio tym władzom podporządkowane i instytucje badawcze. Kierownik Administracji Pieniężnej M.S.Wojsk. podlegał służbowo dowódcy Okręgu Korpusu Nr I w Warszawie, a do realizacji nałożonych zadań miał personel wykonawczy, wojskowy i cywilny. Dowódca OK I był władzą administracyjną dla K.A.P. M.S.Wojsk. w sprawach strat i szkód z wyjątkiem funduszy dyspozycyjnych GISZ, M.S.Wojsk. i szefa Sztabu Głównego WP, a także funduszy specjalnych M.S.Wojsk. oraz zaliczek zwrotnych na uposażenie i zaliczek bezzwrotnych dla personelu naczelnych władz wojskowych.
W latach 1932–1933 w K.A.P. M.S.Wojsk. służbę pełniło pięciu oficerów:
- mjr Tadeusz Ignacy Maciej Dąbrowski - kierownik
- kpt. int. Michał Cibor
- kpt. adm. int. Stanisław Skrzymowski
- por. adm. int. Roman Grzybowski
- por. adm. int. Juliusz Władysław Woyde

W okręgach korpusów i rejonach intendentury funkcjonowali kierownicji administracji pieniężnej. Na szczeblu okręgu korpusu kierownik administracji pieniężnej był referentem dowódcy OK we wszystkich sprawach gospodarki finansowej i pieniężnej.